# Ottange
Ottange é uma comuna francesa na região administrativa de Grande Leste, no departamento de Mosela. Estende-se por uma área de 15,48 km². Em 2010 a comuna tinha 3 139 habitantes (densidade: 202,8 hab./km²).